# Achromoporus coloratus
Achromoporus coloratus är en mångfotingart som beskrevs av Loomis 1936. Achromoporus coloratus ingår i släktet Achromoporus och familjen Chelodesmidae. Inga underarter finns listade i Catalogue of Life.